# Das Mädchen ohne Hände (Film)
Das Mädchen ohne Hände (Originaltitel: La jeune fille sans mains) ist ein französischer Animationsfilm von Sébastien Laudenbach aus dem Jahr 2016.

## Handlung
Ein Müller lebt mit seiner Frau und seiner Tochter in großer Not. Es herrscht ein trockener Sommer und der Bach an der Mühle führt kaum Wasser, sodass die Mühle nicht läuft. Das einzige, das der Familie bleibt, ist ein Apfelbaum hinter der Mühle, der Früchte trägt. Eines Tages sitzt die Tochter im Apfelbaum, als der Teufel in Menschengestalt zum Müller kommt. Er verspricht dem Müller Reichtum, wenn er ihm das gibt, was sich hinter der Mühle befindet. Der Müller stimmt zu und der Bach schwillt an, nur dass er von nun an Gold führt. Zu spät erkennt der Müller, dass er dem Teufel nicht nur den Apfelbaum, sondern auch seine Tochter versprochen hat.
Die Familie wird durch den Goldverkauf reich und hat bald ein stattliches Anwesen. Eines Tages erscheint der Teufel, um die Tochter zu holen. Sie ist jedoch zu rein für ihn, sodass er sie nicht besitzen kann. Während die Mutter das Kind nun weiterhin zu waschen versucht, um ihre Reinheit zu erhalten, zwingt der Vater die Tochter, auf dem Apfelbaum auszuharren. Wilde Hunde verhindern, dass sie vom Baum steigt. Als die Mutter ihr Wasser bringen will, wird sie von den Tieren getötet. Als der Teufel erneut erscheint, kann er das Mädchen nicht mit sich nehmen, da ihre Hände von Tränen nass sind und sie dadurch wiederum zu rein ist. Auf des Teufels Befehl hin hackt der Vater der Tochter die Hände ab. Weil die Tochter jedoch auch auf ihre Handstümpfe weint, lässt der Teufel sie zurück. Da ihr Vater den Besitz über die eigene Tochter gestellt hat, verlässt die Tochter ihn. Der Vater bricht weinend zusammen.
Das Mädchen geht, wohin der Weg sie trägt. Nach einer beschwerlichen Wanderung kommt sie an einen Fluss, an dessen gegenüberliegendem Ufer ein Birnbaum steht. Beim Versuch, den Fluss zu überqueren, erfasst der Fluss sie und sie sinkt zu Boden. Dort rettet die Flussgöttin sie und setzt sie in den Birnbaum, der im Garten eines Prinzen steht. Der Prinz sieht das Leuchten der Göttin und eilt zum Baum, wo er die junge Frau sieht. Es ist Liebe auf den ersten Blick; kurz darauf findet die Hochzeit statt und er schenkt ihr goldene Hände. Bereits am nächsten Tag muss er in den Krieg ziehen. Sie bringt Monate später ihr gemeinsames Kind – einen Sohn – zur Welt. Der Gärtner, der sich um sie kümmert, verkündet die Geburt dem Prinzen. Der Brief wird jedoch vom Teufel abgefangen und geändert. So liest der Prinz, seine Frau habe ein Monster zur Welt gebracht. Seine Antwort – er werde das Kind dennoch lieben – wird vom Teufel manipuliert, sodass der Gärtner stattdessen die Antwort erhält, er solle Frau und Kind töten. Er verhilft beiden zur Flucht und tötet stattdessen ein Lamm, dessen Augen er aufbewahrt. Prinzessin und Sohn fliehen am Fluss entlang in die Berge, wo ihnen die Flussgöttin den Weg zu einer verlassenen Eremitenhöhle weist. Hier leben beide mehrere Jahre unbeschwert.
Als der Prinz aus dem Krieg zurückkehrt, erkennt er, dass sein Brief gefälscht wurde, und begibt sich auf die Suche nach Frau und Kind. Er kommt dabei auch zum Haus des Müllers, der sich erhängt hat. Der Prinz nimmt die Axt, die einst seiner Frau die Hände abgetrennt hatte, und folgt dem Fluss in die Berge, wo er Frau und Kind wiedersieht. Sie erkennen ihn jedoch zunächst nicht wieder und glauben es wäre der Vater, da er die Axt bei sich trägt. Doch wie durch ein Wunder erhält die junge Frau ihre Hände wieder. Der Prinz klärt das Werk des Teufels auf. Als der Teufel als Greifvogel ihren Sohn erfasst, kämpfen Prinz und Prinzessin gegen ihn – die junge Frau hackt dem Teufel in Wildschweingestalt den Kopf ab. Der Teufel gibt sich zu erkennen und meint, er werde die Frau von nun an in Ruhe lassen und sich ein leichteres Opfer suchen. Der Prinz und seine Frau beschließen, als Familie ein neues Heim zu suchen und auch nicht auf das Schloss zurückzukehren.

## Produktion

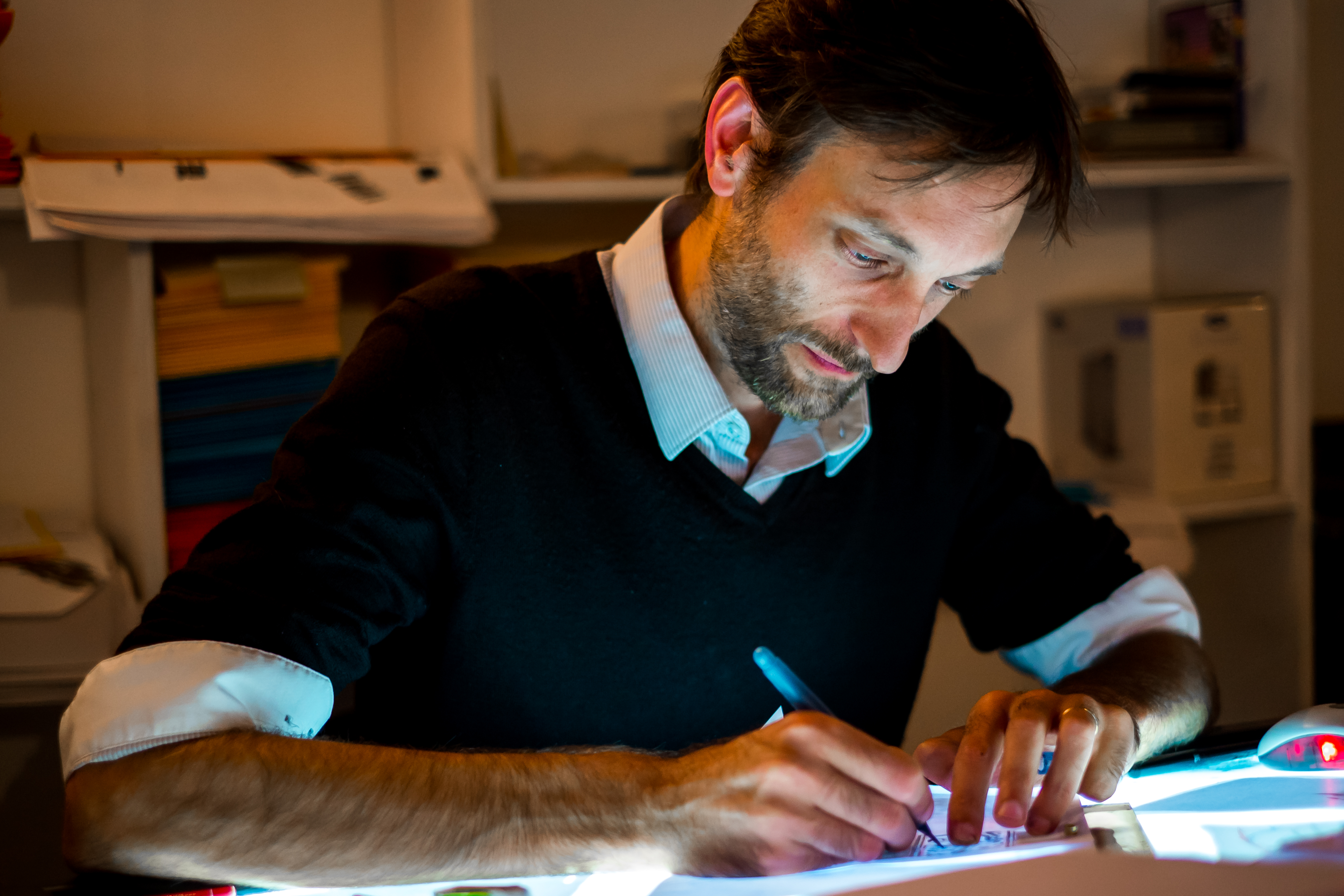
Sébastien Laudenbach 2013 während der Arbeit am Film

Das Mädchen ohne Hände war der erste Langanimationsfilm von Sébastien Laudenbach. Der Film beruht lose auf dem gleichnamigen Märchen der Gebrüder Grimm. Laudenbach arbeitete ab 2001 zunächst sieben Jahre im Team am Film, der ursprünglich eine Adaption von Olivier Pys Theaterstück La jeune fille, le diable et le moulin (selbst eine Adaption des Grimm’schen Märchens) werden sollte. Das Projekt scheiterte an fehlenden finanziellen Mitteln. Laudenbach nahm die Arbeit am Film allein wieder auf und entschied sich für einen kompletten Neuanfang. Er animierte Das Mädchen ohne Hände chronologisch und ohne Storyboard, wodurch weite Teile des Films nach Aussage Laudenbachs improvisiert entstanden. Er zeichnete den Film allein, analog Blatt für Blatt und in Wasserfarbe und Tusche, wobei gelegentlich mit halbtransparenten Lagen Multiplan-Kamera-ähnliche Überlagerungen erzeugt werden.
Die reine Animation des Films dauerte ein Jahr. Teilweise wirken die Animationen fragmentarisch und unfertig, ergeben jedoch in der Bewegung ganze Formen und Figuren. Laudenbach bezeichnete den  Animationsstil als von der „Cryptokinographie“ inspiriert:

« [C’est] une technique de dessins aux traits simples et inachevés dont le motif n’est révélé que par l’animation des images. Par exemple, des taches de couleurs sur des dessins successifs font apparaître à l’écran un chat à la silhouette fuyante. »

„[Es ist] eine Zeichentechnik mit einfachen und unfertigen Linien, deren Motiv nur durch die Bewegung des Dargestellten sichtbar wird. Beispielsweise zeigen Farbpunkte auf aufeinanderfolgenden Zeichnungen den flüchtigen Umriss einer Katze.“

Kritiker verglichen Laudenbachs Zeichenstil mit Werken von Henri Matisse und Raoul Dufy sowie chinesischer Kalligrafie. Laudenbach wählte den teilweise kryptischen Zeichenstil nicht nur aus künstlerischen, sondern auch aus finanziellen Gründen. Zudem erlaubte er es ihm, den Film allein zu zeichnen.
Das Mädchen ohne Hände wurde am 12. Mai 2016 auf den Internationalen Filmfestspielen von Cannes uraufgeführt, wobei der Film die Sektion ACID (Association du cinéma indépendant pour sa diffusion) eröffnete. Weitere Festivalaufführungen, darunter auf dem Festival du film de Cabourg (8. Juni 2016) und dem Festival d’Animation Annecy (13. Juni 2016) folgten. Am 14. Dezember 2016 lief der Film in den französischen Kinos an. In Deutschland wurde der Film am 2. Oktober 2016 auf dem Filmfest Hamburg gezeigt, wobei er im Original und mit englischen Untertiteln lief. Unter dem Titel Das Mädchen ohne Hände wurde er am 13. Juni 2019 auf arte im Original mit deutschen Untertiteln ausgestrahlt.

## Synchronisation
| Rolle       | Synchronsprecher (Original) |
| ----------- | --------------------------- |
| Mädchen     | Anaïs Demoustier            |
| Prinz       | Jérémie Elkaïm              |
| Teufel      | Philippe Laudenbach         |
| Gärtner     | Sacha Bourdo                |
| Vater       | Olivier Broche              |
| Mutter      | Françoise Lebrun            |
| Flussgöttin | Elina Löwensohn             |

## Auszeichnungen (Auswahl)
Das Mädchen ohne Hände wurde 2017 für einen César als Bester Animationsfilm nominiert. Im selben Jahr erhielt der Film eine Nominierung für einen Prix Lumières in der Kategorie Bester Animationsfilm. Auf dem International Istanbul Film Festival war der Film für die Goldene Tulpe im Internationalen Wettbewerb nominiert.